# Scirpophaga marginepunctellus
Scirpophaga marginepunctellus là một loài bướm đêm trong họ Crambidae.